# Xysticus pygmaeus
Xysticus pygmaeus là một loài nhện trong họ Thomisidae.
Loài này thuộc chi Xysticus. Xysticus pygmaeus được miêu tả năm 1965 bởi Tyschchenko.